# العلاقات الجامايكية المصرية
العلاقات الجامايكية المصرية هي العلاقات الثنائية التي تجمع بين جامايكا ومصر.

## مقارنة بين البلدين
هذه مقارنة عامة ومرجعية للدولتين:
| وجه المقارنة                                              | جامايكا       | مصر           |
| --------------------------------------------------------- | ------------- | ------------- |
| المساحة (كم2)                                             | 10.99 ألف     | 1.01 مليون    |
| عدد السكان (نسمة)                                         | 2.95 مليون    | 94.80 مليون   |
| الكثافة السكانية (ن./كم²)                                 | 268.43        | 93.86         |
| العاصمة                                                   | كينغستون      | القاهرة       |
| اللغة الرسمية                                             | لغة إنجليزية  | اللغة العربية |
| العملة                                                    | دولار جامايكي | جنيه مصري     |
| الناتج المحلي الإجمالي (بليون دولار)                      | 14.77 مليار   | 235.37 مليار  |
| الناتج المحلي الإجمالي (تعادل القوة الشرائية) بليون دولار | 24.79 مليار   | 998.67 مليار  |
| الناتج المحلي الإجمالي الاسمي للفرد دولار أمريكي          | 5.23 ألف      | 3.61 ألف      |
| الناتج المحلي الإجمالي للفرد دولار أمريكي                 | 8.88 ألف      |               |
| مؤشر التنمية البشرية                                      | 0.719         | 0.690         |
| رمز المكالمات الدولي                                      | +1876         | +20           |
| رمز الإنترنت                                              | .jm           | .eg، .مصر     |
| المنطقة الزمنية                                           | 00            | ت ع م+02:00   |

## منظمات دولية مشتركة
يشترك البلدان في عضوية مجموعة من المنظمات الدولية، منها:
| علم المنظمة | اسم المنظمة                                                | تاريخ انضمام جامايكا | تاريخ انضمام مصر |
| ----------- | ---------------------------------------------------------- | -------------------- | ---------------- |
|             | يونسكو                                                     | 7 نوفمبر 1962        | 22 يناير 1947    |
|             | وكالة ضمان الاستثمار متعدد الأطراف                         | 12 أبريل 1988        | 12 أبريل 1988    |
|             | الأمم المتحدة                                              | 18 سبتمبر 1962       | 24 أكتوبر 1945   |
|             | العملية المشتركة للاتحاد الأفريقي والأمم المتحدة في دارفور | ?                    | 31 يوليو 2007    |
|             | الاتحاد البريدي العالمي                                    | ?                    | ?                |
|             | البنك الدولي للإنشاء والتعمير                              | 21 فبراير 1963       | 27 ديسمبر 1945   |
|             | المنظمة الهيدروغرافية الدولية                              | ?                    | 21 يونيو 1921    |
|             | الاتحاد الدولي للاتصالات                                   | 18 فبراير 1963       | 9 ديسمبر 1876    |
|             | مؤسسة التمويل الدولية                                      | 31 مارس 1964         | 20 يوليو 1956    |
|             | المركز الدولي لتسوية المنازعات الاستشارية                  | 14 أكتوبر 1966       | 2 يونيو 1972     |
|             | منظمة التجارة العالمية                                     | ?                    | 30 يونيو 1995    |
|             | منظمة الشرطة الجنائية الدولية                              | ?                    | 7 سبتمبر 1923    |

## وصلات خارجية
- موقع وزارة الخارجية الجامايكية
- موقع وزارة الخارجية المصرية